# Арбиньё
Арбиньё (фр. Arbignieu) — коммуна во Франции, находится в регионе Рона-Альпы. Департамент коммуны — Эн. Входит в состав кантона Белле. Округ коммуны — Белле.
Код коммуны — 01015.

## Население
Население коммуны на 2010 год составляло 480 человек.
| 1962 | 1968 | 1975 | 1982 | 1990 | 1999 | 2010 |
| ---- | ---- | ---- | ---- | ---- | ---- | ---- |
| 391  | 321  | 317  | 363  | 387  | 431  | 480  |